# Балатуків Алі-Бей
Алі-Бей Балату́ків (нар. 25 вересня 1885, Керч — ?) — підполковник Армії Української Народної Республіки.

## Життєпис
Алі-Бей Балатуків народився 25 вересня 1885 року у місті Керч Таврійської губернії. За походженням — кримський татарин. Брав участь у Першій світовій війні. Останнє звання у російській армії — прапорщик.
В Армії УНР з 1920 року. У 1920-1923 рр. — старшина управління постачання 6-ї Січової дивізії Армії УНР.